# 에반게리온: Q
《에반게리온: Q》(일본어: ヱヴァンゲリヲン新劇場版：Q←"Quickening", 영어: Evangelion: 3.0 You Can (Not) Redo)는 에반게리온 신극장판 시리즈의 세 번째 작품이다. 일본에서 2012년 11월 17일 처음 개봉되었다.

## 출연

### 주연
- 오가타 메구미
- 하야시바라 메구미
- 미야무라 유코

### 조연
- 이시다 아키라
- 사카모토 마아야